# Équipe de Suisse de football en 1962
Cet article présente les résultats de l'équipe de Suisse de football lors de l'année 1962.

## Bilan
|           | Nombre de matchs | Victoires | Défaites | Matchs nuls | Buts marqués | Buts encaissés |
| Domicile  | 0                | 0         | 0        | 0           | 0            | 0              |
| Extérieur | 3                | 0         | 3        | 0           | 3            | 11             |
| Neutre    | 3                | 0         | 3        | 0           | 2            | 8              |
| Total     | 6                | 0         | 6        | 0           | 5            | 19             |

## Matchs et résultats
| Match amical                           | Angleterre                                | 3 - 1   | Suisse       | Wembley, Londres                                         |                                                          |
| 9 mai 1962 · Historique des rencontres | Flowers 20e · Hitchens 21e · Connelly 36e | (3 - 1) | 32e Allemann | Spectateurs : 30 000 Arbitrage : Daniel Zariquiegui Izco | Spectateurs : 30 000 Arbitrage : Daniel Zariquiegui Izco |
| 9 mai 1962 · Historique des rencontres | Rapport                                   |         |              | Spectateurs : 30 000 Arbitrage : Daniel Zariquiegui Izco | Spectateurs : 30 000 Arbitrage : Daniel Zariquiegui Izco |

| Coupe du monde 1962 - Groupe B                  | Chili                         | 3 - 1   | Suisse      | Estadio Nacional, Santiago                 |                                            |
| 30 mai 1962 · 15h00 · Historique des rencontres | Sánchez 44e 55e · Ramírez 51e | (1 - 1) | 6e Wüthrich | Spectateurs : 65 006 Arbitrage : Ken Aston | Spectateurs : 65 006 Arbitrage : Ken Aston |
| 30 mai 1962 · 15h00 · Historique des rencontres | Rapport                       |         |             | Spectateurs : 65 006 Arbitrage : Ken Aston | Spectateurs : 65 006 Arbitrage : Ken Aston |

| Coupe du monde 1962 - Groupe B                  | Allemagne de l'Ouest      | 2 - 1   | Suisse        | Estadio Nacional, Santiago                |                                           |
| 3 juin 1962 · 15h00 · Historique des rencontres | Brülls 45+1e · Seeler 60e | (1 - 0) | 73e Schneiter | Spectateurs : 64 922 Arbitrage : Leo Horn | Spectateurs : 64 922 Arbitrage : Leo Horn |
| 3 juin 1962 · 15h00 · Historique des rencontres | Rapport                   |         |               | Spectateurs : 64 922 Arbitrage : Leo Horn | Spectateurs : 64 922 Arbitrage : Leo Horn |

| Coupe du monde 1962 - Groupe B                  | Italie                       | 3 - 0   | Suisse | Estadio Nacional, Santiago                        |                                                   |
| 7 juin 1962 · 15h00 · Historique des rencontres | Mora 2e · Bulgarelli 65e 67e | (1 - 0) |        | Spectateurs : 59 828 Arbitrage : Nikolaï Latychev | Spectateurs : 59 828 Arbitrage : Nikolaï Latychev |
| 7 juin 1962 · 15h00 · Historique des rencontres | Rapport                      |         |        | Spectateurs : 59 828 Arbitrage : Nikolaï Latychev | Spectateurs : 59 828 Arbitrage : Nikolaï Latychev |

| Éliminatoires de l'Euro 1964 Match aller     | Pays-Bas                                   | 3 - 1   | Suisse     | Stade olympique, Amsterdam                                |                                                           |
| 11 novembre 1962 · Historique des rencontres | van der Linden 11e · Sawrt 75e · Groot 76e | (1 - 1) | 43e Hertig | Spectateurs : 63 700 Arbitrage : Joaquim Fernandes Campos | Spectateurs : 63 700 Arbitrage : Joaquim Fernandes Campos |
| 11 novembre 1962 · Historique des rencontres | Rapport                                    |         |            | Spectateurs : 63 700 Arbitrage : Joaquim Fernandes Campos | Spectateurs : 63 700 Arbitrage : Joaquim Fernandes Campos |

| Match amical                                 | Allemagne de l'Ouest                                  | 5 - 1   | Suisse       | Wildparkstadion, Karlsruhe                            |                                                       |
| 23 décembre 1962 · Historique des rencontres | Kraus 32e · Werner 36e · Schütz 47e 77e · Küppers 79e | (2 - 1) | 12e Brodmann | Spectateurs : 49 000 Arbitrage : Pieter Paulus Roomer | Spectateurs : 49 000 Arbitrage : Pieter Paulus Roomer |
| 23 décembre 1962 · Historique des rencontres | Rapport                                               |         |              | Spectateurs : 49 000 Arbitrage : Pieter Paulus Roomer | Spectateurs : 49 000 Arbitrage : Pieter Paulus Roomer |